# アンドレアス・バウアー
アンドレアス・バウアー（Andreas Bauer、1964年1月21日 - ）は、西ドイツ、バイエルン州オーベルストドルフ出身の元スキージャンプ選手、指導者。1980年代から1990年代初頭にかけて国際大会で活躍した。

## プロフィール
バウアーは1980年12月30日に地元オーベルストドルフでのスキージャンプ週間でスキージャンプ・ワールドカップ初出場し71位となった。同シーズン終盤の90m級（ユーゴスラビア、プラニツァ）では6位となった。
1982年ノルディックスキー世界選手権代表に選出され、70m級33位、90m級17位、1984年のサラエボオリンピックでは70m級11位、90m級7位となった。
1985年ノルディックスキー世界選手権70m級39位、90m級21位、1987年1月1日のスキージャンプ週間第2戦ガルミッシュ＝パルテンキルヒェンでスキージャンプ・ワールドカップ初勝利、続いて地元オーベルストドルフで開催の1987年ノルディックスキー世界選手権70m級11位、90m級21位、団体6位となった。
自身2度目のカルガリーオリンピックでは団体6位、70m級29位、90m級34位、また1989年ノルディックスキー世界選手権70m級18位、90m級27位。
1991-1992シーズン後現役を引退。ワールドカップ通算1勝（2位1回、3位4回）、西ドイツ選手権では通算11勝をあげている。
現役引退後はラインハルト・ヘスのもとでコーチを務めた他、地元オーベルストドルフのSC 1906 Oberstdorfでノルディック複合のヘッドコーチ、2011-2012シーズンからは女子ナショナルチームのコーチを務めている。